# 591-й истребительный авиационный полк
591-й истребительный авиационный полк (591-й иап) — воинская часть Военно-воздушных сил (ВВС) Вооружённых Сил РККА, принимавшая участие в боевых действиях Великой Отечественной войны.

## История наименований полка
За весь период своего существования полк несколько раз менял своё наименование:
- Истребительный авиационный полк ПВО г. Липецка (10.07.1941);
- 591-й истребительный авиационный полк (12.10.1941);
- 591-й истребительный авиационный полк ПВО (01.01.1942);
- Войсковая часть (Полевая почта) 21993.

## История полка
Начальник Липецких курсов усовершенствования командиров эскадрилий полковник К. А. Вершинин 10 июля 1941 года отдал приказ командиру 5-й эскадрильи курсов майору Божинскому Н. Ф. приступить к формированию истребительного авиационного полка ПВО г. Липецка на базе 5-й иаэ. 12 октября 1941 года полк переименован в 591-й истребительный авиационный полк, укомплектован по штату 015/134 и приказом командира включён в состав 52-й авиационной дивизии дальнего действия.
К боевой работе полк приступил 12 октября 1941 года выполнением задач ПВО военных объектов г. Курска в составе 52-й авиационной дивизии дальнего действия на самолётах И-153, И-16 и И-15бис. Первая известная воздушная победа полка в Отечественной войне одержана 31 октября 1941 года: звеном И-153 (ведущий лейтенант Гурбанов М. Д.) в воздушном бою в районе с. Ефремово сбит немецкий истребитель Ме-109. В конце ноября полк передан в состав 61-й смешанной авиационной дивизии ВВС 13-й армии Брянского фронта. В декабре полк пополнен истребителями МиГ-3 и Як-1.
С началом 1942 года полк передан виз ВВС КА в состав войск ПВО ТС. С 1 января 1942 года полк приступил к выполнению боевых задач в составе 36-й истребительной авиационной дивизии ПВО Ряжско-Тамбовского района ПВО (оперативно подчинялась штабу Брянского фронта). До осени 1942 года полк эксплуатировал одновременно 4 типа истребителей: И-153, И-16, МиГ-3 и Як-1. В сентябре 1942 года пополнен самолётами Як-7б. Группа лётчиков во главе с командиром полка выполняла боевую задачу в составе 106-й истребительной авиационной дивизии ПВО на Калининском фронте. В январе 1943 года полк приступил к переучиванию на истребители Ла-5. С 15 марта 1943 года 3-я эскадрилья выполняла боевую задачу в составе сводного 827-го иап.
В состав 101-й истребительной авиационной дивизии ПВО, охранявшей небо Курска, полк вошёл 15 мая 1943 года уже на самолётах Ла-5. Вернувшись в состав 36-й истребительной авиационной дивизии ПВО 29 июня 1943 года, полк вошёл в состав войск вновь образованного Западного фронта ПВО. В апреле 1944 года в связи с реорганизацией войск ПВО страны в составе 36-й истребительной авиационной дивизии ПВО включён в 84-ю дивизию ПВО Северного фронта ПВО, который образован 29.03.1944 г. на базе Восточного и Западного фронтов ПВО. А уже в мае 1944 года в 36-й иад ПВО из 84-й дивизии ПВО передан в 4-й корпус ПВО Северного фронта ПВО, в августе 1944 года вместе с 36-й иад ПВО передан в 5-й корпус ПВО Северного фронта ПВО. 24 декабря 1944 года полк вместе с 36-й иад ПВО 5-го корпуса ПВО включён в состав войск Западного фронта ПВО (2 формирования) (преобразован из Северного фронта ПВО). В марте 1945 года в составе 36-й иад ПВО из 5-го корпуса ПВО передан в 82-ю дивизию ПВО Западного фронта ПВО. 9 мая 1945 года полк исключён из действующей армии.
В составе действующей армии полк находился с 12 октября 1941 года по 9 мая 1945 года.
В послевоенные годы полк выполнял задачи в системе ПВО СССР, 6 марта 1958 года 591-й истребительный авиационный полк ПВО был расформирован.

### Командиры полка
- майор, подполковник Божинский Николай Филиппович[3], 12.10.1941 — 24.03.1944
- подполковник Серенко Александр Васильевич[3], 31.03.1944 — 30.05.1944
- майор Яскульский Викентий Иванович[3], 30.05.1944 — 31.12.1945

## Отличившиеся воины
- Барковский Виктор Антонович, младший лейтенант, лётчик 591-го истребительного авиационного полка 36-й истребительной авиационной дивизии ПВО за исключительный героизм и самопожертвование во имя Родины Указом Президиума Верховного Совета СССР от 14 февраля 1943 года удостоен звания Герой Советского Союза. Посмертно.

Описание подвига. 20 мая 1942 года на самолёте И-153 вылетел на перехват разведчика Ju-88, фотографировавшего объекты в городе Ельце Липецкой области. Обнаружив разведчика, выполнил атаку над городом. Завязался воздушный бой. Своими действиями вынудил немецкого лётчика выполнять манёвры ухода от атаки, чем сорвал фотосъёмку. После очередной стрельбы из пулемётов вражеский самолёт загорелся и, развернувшись обратно в сторону линии фронта, направился на свой аэродром. У И-153 Барковского закончились патроны. Тогда лётчик решил идти на таран. Подлетев к разведчику, направил свой самолёт на фюзеляж разведчика. Сам Барковский погиб при ударе.

## Лётчики-асы полка
| Фамилия, имя отчество        | Награды | Сбито самолётов (+ в группе) | Примечание                       |
| ---------------------------- | ------- | ---------------------------- | -------------------------------- |
| Карпов Константин Фёдорович  |         | 5 + 2                        | Лётчик полка: янв. — май 1943.   |
| Серенко Александр Васильевич |         | 6 + 4                        | Командир полка: март — май 1944. |

## Итоги боевой деятельности полка
Всего за годы Великой Отечественной войны полком:
| Выполнено боевых вылетов | Сбито самолётов в воздухе | Уничтожено самолётов всего |
| ------------------------ | ------------------------- | -------------------------- |
| 5164                     | 43                        | 63                         |

## Самолёты на вооружении
| Период         | Самолёты    | Фото                            | Период         | Самолёты | Фото                                        |
| -------------- | ----------- | ------------------------------- | -------------- | -------- | ------------------------------------------- |
| 07.1941 — 1942 | И-16        | Polikarpov I-16-Spain (clipped) | 07.1941 — 1942 | И-153    | Poliakarpov I-153 Musee du Bourget P1010993 |
| 07.1941 — 1941 | И-15бис     | И-15                            | 12.1941 — 1942 | МиГ-3    | МиГ-3                                       |
| 10.1942 — 1943 | Як-7б, Як-1 | Як-7                            | 02.1943- 07.46 | Ла-5     | Ла-5                                        |

## Базирование
| Период      | Аэродром        |
| ----------- | --------------- |
| 5.45 — 6.45 | Варшава, Польша |